# Rainbow Bridge (album)
| Recensione                    | Giudizio |
| ----------------------------- | -------- |
| AllMusic                      | [ 1 ]    |
| Christgau's Record Guide      | A–       |
| Classic Rock                  | 7/10     |
| Encyclopedia of Popular Music | [ 4 ]    |
| Mojo                          | [ 5 ]    |
| The Rolling Stone Album Guide | [ 6 ]    |
| Tom Hull – on the Web         | A–       |

Rainbow Bridge è il secondo album postumo registrato in studio del musicista statunitense Jimi Hendrix, pubblicato nel 1971 negli Stati Uniti e in Gran Bretagna.

## Produzione
Rainbow Bridge è il secondo album di studio pubblicato dopo la morte del chitarrista. Il disco è costituito da materiale che avrebbe dovuto essere utilizzato per la realizzazione del quarto album First Rays of The New Rising Sun. Tutti i brani furono scritti ed arrangiati da Hendrix stesso, tranne per la cover The Star-Spangled Banner, l'inno nazionale statunitense. Le tracce vennero composte e registrate tra il 1969 ed il 1970, tranne Look Over Yonder, che risale al 1968. Hear My Train A Comin è presente in una versione live registrata al Berkeley Community Theatre il 30 maggio del 1970 durante il primo spettacolo. L'album venne prodotto, missato e compilato da Eddie Kramer, John Jansen e Mitch Mitchell. Il disco non venne ristampato su compact disc se non in Giappone, dove la versione in CD (K 2231459 - marzo 1987) rimase in commercio solo per pochi mesi. Nel settembre 2014 è stato ristampato in formato CD anche in Europa e Stati Uniti.

## Pubblicazione
La pubblicazione dell'album avvenne nell'ottobre del 1971. La Reprise Records si occupò della pubblicazione negli Stati Uniti, dove utilizzo come copertina una foto di Hendrix in primo piano. Qui il disco raggiunse il 15º posto in classifica. Nel Regno Unito è la Track Records a occuparsi della pubblicazione dell'album utilizzando la copertina americana. In classifica il disco non va oltre il 16º posto. Nel resto del mondo è la Polydor Records a distribuire l'album con la copertina originale. In Norvegia l'album raggiunse il 16º posto nella VG-List, mentre in Svizzera raggiunse l'ottavo posto in classifica. Il titolo Rainbow Bridge non fu scelto da Mitch e Eddie, ma bensì dalla casa discografica per ragioni contrattuali. Inoltre i brani presenti nell'album non corrispondono a quelli nel film e viceversa.
Il 16 settembre 2014 è stato ristampato in versione CD, vinile e digitale.

## Brani
Il brano che apre l'album è Dolly Dagger, le cui basi furono incise per la prima volta il 1º luglio 1970 preso gli Electric Lady Studios di New York. Musicalmente Dolly Dagger è un brano sul rock funky, nel quale viene rivalutato il ruolo del basso rendendolo molto più importante. Il riff di chitarra iniziale, che continua per tutta la durata del brano, viene doppiato da Billy Cox con un suono molto basso, utilizzando un fuzzbox. La traccia mostra anche la rinnovata creatività di Hendrix in termini di songwriting, ed inoltre pare che per la stesura del brano Jimi si ispirò a Devon Wilson. Alla realizzazione della canzone parteciparono anche Juma Sultan alle congas ed i Ghetto Fighters ai cori. Il secondo brano si intitola Earth Blues, scritto e suonato originariamente dai Band Of Gypsys il 19 dicembre 1969 negli Record Plant Studios. Fu ripreso successivamente il 26 giugno 1970, secondo il sito ufficiale, con Mitch Mitchell che riprese la traccia originale di batteria seguendo comunque lo stile di Buddy Miles, e con la parteciparono di Juma Sultan alle percussioni e le The Ronettes ai cori. Pali Gap è il terzo brano del disco, registrato il 1º luglio 1970, subito dopo la registrazione di Dolly Dagger. Il quarto brano è Room Full of Mirrors, registrato il 17 novembre 1969 ai Records Plant Studios. La traccia inizialmente era destinata a The Cry of Love, ma fu scartata ed inserita qui nel secondo postumo realizzato in studio. Il brano venne proposto da Hendrix in diverse esibizioni live, addirittura 18 versioni certificate. La traccia del basso pare sia eseguita da Hendrix e non da Billy Cox, come mostrano le note della copertina di Voodoo Soup. Il brano fu ripreso tra il giugno e luglio del 1970 negli Electric Lady Studios da Hendrix, che però non ottenne il risultato che voleva.

## Tracce
Tutti i brani sono opera di Jimi Hendrix, eccetto dove indicato.
Lato 1
1. Dolly Dagger - 4:45
2. Earth Blues - 4:20
3. Pali Gap - 5:05
4. Room Full of Mirrors - 3:17
5. Star Spangled Banner (Francis Scott Key, John Stafford Smith, arr. Hendrix) (Studio Version) - 4:07

Lato 2
1. Look Over Yonder - 3:28
2. Hear My Train A Comin' (Live) - 11:15
3. Hey Baby (New Rising Sun) - 6:05

### Tracce non incluse nell'album ma presenti nel film
- Bleeding Heart (Registrata ai Record Plant Studios di New York City, New York, USA il 24 marzo 1970.) Pubblicata in War Heroes nel 1972.
- New Rising Sun (Registrata nel 1968 ai TTG Studios.) Parzialmente utilizzata in versione montata assieme a MLK così da creare il brano Captain Coconut sull'album Crash Landing del 1975 e come traccia d'apertura del disco Voodoo Soup del 1995.
- Bolero (Registrata nel luglio 1970 agli Electric Lady Studios). Pubblicata nel 2010 nel cofanetto West Coast Seattle Boy: The Jimi Hendrix Anthology.
- Room Full of Mirrors - alternate mix - (Registrata ai Record Plant Studios il 17 novembre 1969 e agli Electric Lady Studios, il 22 ottobre 1970.) Questo missaggio alternativo vede l'originale parte di batteria suonata da Buddy Miles rimpiazzata da quella di Mitch Mitchell. La versione in questione appare solo brevemente nel film e non è stata mai pubblicata nemmeno su bootleg.
- Beginnings (Registrata nel luglio 1970 agli Electric Lady Studios.) Pubblicata sull'album postumo War Heroes del 1972 e sull'album del 1997 First Rays of the New Rising Sun. Una versione differente del brano (con molte sovraincisioni posteriori) fu in seguito utilizzata per il disco Midnight Lightning prodotto da Alan Douglas nel 1975.

### Distribuzione dei brani su altri dischi
Rainbow Bridge, come album, non è stato riversato ufficialmente su CD (tranne che in Giappone) fino al settembre 2014. Però, tutti i brani presenti nel disco sono stati pubblicati in diverse compilation durante gli anni:
Dolly Dagger in First Rays of the New Rising Sun del 1997.

Earth Blues in First Rays of the New Rising Sun del 1997.

Pali Gap in South Saturn Delta del 1997.

Room Full Of Mirrors in First Rays of the New Rising Sun del 1997.

Star Spangled Banner (Studio Version) nel cofanetto del 2000 The Jimi Hendrix Experience (Box set).

Look Over Yonder in South Saturn Delta del 1997.

Hear My Train A Comin' (Live) in Voodoo Child: The Jimi Hendrix Collection del 2001.

Hey Baby (New Rising Sun) in First Rays of the New Rising Sun del 1997.

## Formazione
- Jimi Hendrix: chitarre, voce, cori sulle tracce 1 e 2.
- Mitch Mitchell: batteria su ogni traccia eccetto la numero 4.
- Billy Cox: basso su ogni traccia eccetto la numero 6.
- Juma Sultan: congas, percussioni.
- Albert Allen: coro sulla traccia 1.
- Buddy Miles: batteria sulla traccia 2 (prima delle sovraincisioni effettuate da Mitch Mitchell nel 1970) e traccia 4, coro nella traccia 2.
- The Ronettes (Veronica Bennett, Estelle Bennett, Nedra Talley): cori nella traccia 2.
- Noel Redding: basso nella traccia 6.

## Registrazione
- Tracce 1, 3 e 8 registrate agli Electric Lady Studios di New York, New York il 1º luglio 1970
- Traccia 2 registrata ai Record Plant Studios di New York City, il 19 dicembre 1969 e negli Electric Lady Studios nel luglio 1970
- Traccia 4 registrata ai Record Plant Studios il 17 novembre 1969 e negli Electric Lady Studios nel luglio 1970
- Traccia 5 registrata ai Record Plant Studios il 18 marzo 1969
- Traccia 6 registrata ai TTG Studios in New York City, il 22 ottobre 1968
- Traccia 7 registrata al Berkeley Community Theatre di Berkeley, California il 30 maggio 1970 (1° show)